# Gallina utrerana
La gallina utrerana es una raza autóctona de gallina española que recibe su nombre del municipio andaluz de Utrera, en la provincia de Sevilla.
Desde el año 2007 está incluida en el Catálogo Oficial de Razas de Ganado de España del Ministerio de Agricultura, Pesca y Alimentación, y catalogada como especie en peligro de extinción, como la mayor parte de gallinas autóctonas españolas.

## Origen
Fue creada hacia los años 1920 a partir del trabajo del avicultor Joaquín del Castillo en su gallinero de Utrera, que comenzó a recolectar huevos de una población heterogénea de gallinas de cortijos del Bajo Guadalquivir, preocupado por la pérdida de las razas tradicionales.
Después de una cuidada selección morfológica, en 1946 se aprobó el patrón racial de la variedad blanca, en 1948 el patrón de la variedad franciscana y en 1949 los patrones de la negra y perdiz. A mediados del siglo XX la raza sufrió un gran retroceso debido a la introducción de otras razas más productivas, y hasta el 2007 no fue reconocida por el Comité de Razas de Ganado de España como raza autóctona. Las distintas variedades reconocidas son la negra, la franciscana, la perdiz, la blanca, la roja y la rubia.
En el año 2013 se autorizó a la Asociación Nacional de Criadores de Gallinas Utreranas para que gestionase el libro genealógico de la raza.

## Características
Se trata de una raza de elevada rusticidad, enfocada a la producción de huevos. Tiene una puesta que oscila entre los 120 y los 180 huevos anuales. De color blanco, suelen pesar 60-62 gr.
Su población se localiza mayoritariamente en Andalucía, aunque existe una pequeña representación en Castilla-La Mancha. Dentro de Andalucía, está presente principalmente en la campiña sevillana y cordobesa, y en menor medida en la provincia de Cádiz y en la de Huelva.